# Berta Morena

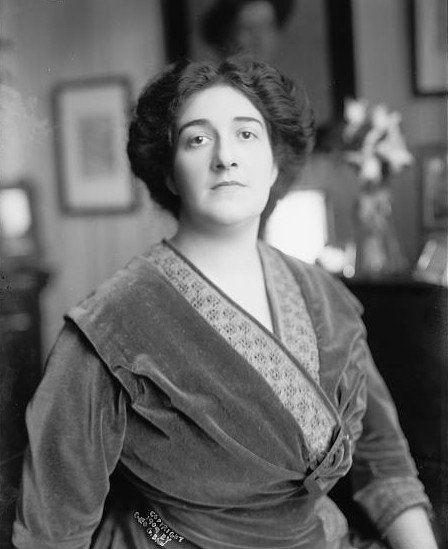
Berta Morena

Berta Morena (* 27. Januar 1877 oder 1878 in Mannheim als Berta Meyer; † 6. Oktober 1952 in Rottach-Egern) war eine deutsche Kammersängerin und Hofopernsängerin in der Stimmlage Sopran. Sie galt als eine der großen Wagnersängerinnen des ersten Viertels des 20. Jahrhunderts und trat auf allen großen Opernbühnen Europas auf. Gastspiele führten sie auch an die Metropolitan Opera in New York.

## Leben
Berta Morena entstammt einem alten schwäbischen Geschlecht in Rottweil. Nachdem die junge Morena auf Konzerten des Mannheimer Vereins für klassische Kirchenmusik zunächst erstmals solistisch aufgetreten war, empfahl der Chorleiter sie dem Mannheimer Hofkapellmeister Hugo Röhr. Nach dem Vorsingen am Hoftheater übernahm Röhrs Frau, die Gesangspädagogin Sofie Röhr-Brajnin, die Ausbildung der jungen Sängerin. Morena folgte dem Ehepaar nach München, als Röhr 1896 an das Hoftheater München berufen wurde. Auf diese Weise konnte Morena weiterhin bei ihrer Lehrerin studieren. Im darauffolgenden Jahr sang sie bereits dem Münchener Generalintendanten Ernst von Possart vor, der sie für die folgende Saison an der Hofoper engagierte. Seit ihrem Debüt als Agathe in Carl Maria von Webers „Der Freischütz“ am 15. Oktober 1898 blieb sie bis 1923 ständiges Mitglied des Münchener Ensembles. Durch ihr regelmäßiges Mitwirken bei den 1901 eingerichteten, alljährlichen Wagnerfestspielen im Prinzregententheater erlangte Morena internationale Berühmtheit. Einladungen zu Gastspielen in der ganzen Welt folgten. So trat die junge Sängerin im Royal Oper House in London auf, im Gran Teatre del Liceu in Barcelona, in der Königlichen Oper Kopenhagen, der Nationaloper Budapest sowie in der Koninglijke Opera Amsterdam. Zweimal verpflichtete sie sich an der Metropolitan Opera in New York, die seit 1903 unter der Direktion des Österreichers Heinrich Conried stand, der Gustav Mahler und Enrico Caruso in den USA herausgebracht hatte. Zunächst gastierte Morena für vier aufeinanderfolgende Spielzeiten 1908–12, dann noch einmal für die Saison 1924/25, nachdem sie die Münchener Oper bereits verlassen hatte. Ihr Rücktritt 1923 war auf die zunehmende Einflussnahme nationalsozialistischer Kreise auf das kulturelle Leben sowie antisemitische Angriffe gegen sie und ihre Kollegen zurückzuführen. In der folgenden Zeit wurde ihr unter falschem Vorwand, sie sei Jüdin, der Zutritt zum Nationaltheater verboten sowie jegliches Auftreten erschwert. Die Nationalsozialisten nutzten diesen falschen Vorwand, um die Sängerin für ihre freundschaftlichen Kontakte zu jüdischen Persönlichkeiten zu bestrafen. Ihr letztes Konzert fand im Rahmen eines reinen Wagner-Abends am 14. Januar 1933 im Münchner Odeon statt. Nach ihrem Abschied vom Konzertleben wirkte sie als Pädagogin in München, bis sie im August 1943 aufgrund von Bombenanschlägen die Stadt verließ und nach Rottach-Egern am Tegernsee übersiedelte. Dort lebte sie bis zu ihrem Tod in völliger Zurückgezogenheit.

## Wirken
Nach ihrem erfolgreichen Münchener Debüt als Agathe sang Berta Morena zunächst überwiegend Rollen des jugendlichen Fachs. Für dramatischere Aufgaben erfolgte eine Erweiterung ihres Spektrums, dennoch behielt sie weiterhin lyrisch geprägte Partien im Repertoire. Berichten zufolge galt Morena als Wagner-Heroine und debütierte triumphal als Wagners Elisabeth im Tannhäuser und Sieglinde in der Walküre, als Leonore in Beethovens Fidelio unter dem Dirigat Gustav Mahlers oder in der Rolle als Santuzza in Mascagnis Cavalleria rusticana. Da Morena den technischen Möglichkeiten der Klangaufzeichnung ihrer Zeit skeptisch gegenüberstand, ist ihre Stimme nur auf einer einzigen Schallplatte mit Aufnahmen aus den Jahren 1908 und 1911, dafür jedoch in den wahrscheinlich wichtigsten der von ihr gesungenen Rollen (Elsa, Elisabeth, Sieglinde, Brünhilde) zu hören.

## Auszeichnungen
- Sie wurde am 21. Februar 1922 von König Christian X. von Dänemark mit der dänischen Verdienstmedaille Ingenio et arti ausgezeichnet.[6]